# 渡辺真起子
渡辺 真起子（わたなべ まきこ、1968年9月14日 - ）は、日本の女優、元ファッションモデル。東京都出身。ディケイド所属。

## 来歴・人物
小学4年生時に演劇クラブに入部したことを機に女優を志す。
1986年よりモデルとして活動を始め、広告、ファッション誌、ファッションコレクションなどやテレビコマーシャル (TVCM) に多数出演。同年、リクルート社「とらばーゆ」のTVCMでデビュー。1988年に映画『バカヤロー! 私、怒ってます』で女優デビューした。
1989年に女性ファッション誌『CUTiE』創刊号の表紙モデルに採用される。
1989年に日本初のダンス・ミュージック専門レーベル「MAJOR FORCE」から、中西俊夫、高木完、工藤昌之のプロデュースで、中川比佐子とヒップホップユニット「The Orchids」を組んで『Life is a science』を発売した。
梅林茂監督映画『Mogura』でヒロインに抜擢されたのちに、J-MOVE WARSの作品に数本参加。
1999年に諏訪敦彦監督作品『M/OTHER』は、カンヌ国際映画祭で国際批評家連盟賞を受賞する。
2007年に出演した河瀬直美監督作品『殯の森』は、第60回カンヌ国際映画祭でグランプリ作品に選ばれた。
小林政広監督作品『愛の予感』は、スイスのロカルノ国際映画祭で、最高賞の金ヒョウ賞（グランプリに相当）、CICAE賞(国際芸術映画評論連盟賞) 、ヤング審査員賞、ダニエル・シュミット賞をそれぞれ受賞した。
2012年に中野量太監督作品『チチを撮りに』が、SKIPシティ国際Dシネマ映画祭で同映画祭初めての監督賞とSKIPシティーアワードを受賞した。2012年12月に第55回アジア太平洋映画祭-最優秀助演女優賞した。2013年3月に香港国際映画祭の一環として開催された第7回アジアン・フィルム・アワードで、最優秀助演女優賞を受賞する。太平洋映画祭で日本人の受賞は10年ぶり、アジアン・フィルム・アワードで日本映画で初めて最優秀助演女優賞を受賞する。
2021年2月、新型コロナウィルスの流行により苦境にあえぐ小規模映画館を支援するため、井浦新、斎藤工らと共にミニシアター支援プラットフォーム『Mini Theater Park』を立ち上げた。
映画では瀬々敬久作品に常連出演している。
ゆうばり国際ファンタスティック映画祭をはじめ、東京フィルメックス、東京国際映画祭 日本映画スプラッシュ部門審査員、サハリン国際映画祭、マカオ国際映画祭＆アワードなど、国際映画祭などで審査員を務める。2018年のスキップシティ国際Dシネマ映画祭では国際コンペティション部門の審査委員長を務めた。現在、東京フィルメックスで理事を務めている
アジア・フィルム・アワードで最優秀助演女優賞部門を審査している。

## 受賞歴
- 第54回毎日映画コンクール - 脚本賞（M/OTHER）
- 高崎映画祭 - 主演女優賞（M/OTHER）
- 第55回アジア太平洋映画祭 - 最優秀助演女優賞（チチを撮りに）
- 第7回 アジアン・フィルム・アワード - 最優秀助演女優賞（チチを撮りに）
- 第35回ヨコハマ映画祭 - 最優秀助演女優賞（チチを撮りに）
- 第33回日刊スポーツ映画大賞・石原裕次郎賞 助演女優賞（『浅田家!』『37セカンズ』など）[4]

## 出演

### 映画
- バカヤロー! 私、怒ってます（中島哲也 監督、1988年） 遠くてふられるなんて篇
- 病は気から 病院へ行こう2（滝田洋二郎 監督、1993年）
- GONIN（石井隆 監督、1995年）
- XX（ダブルエックス） 美しき獲物（池田敏春 監督、1996年） - 主演・片瀬紀子刑事 役
- Mogura（梅林茂 監督、1996年）
- 2/DUO（2/デュオ、1997年）（諏訪敦彦 監督）
- 林檎のうさぎ（小林広司 監督、1998年）
- M/OTHER（諏訪敦彦 監督 、1999年） - 主演
- セカンドチャンス（富岡忠文 監督、1999年）
- ISOLA 多重人格少女（水谷俊之 監督、2000年）
- 美脚迷路（廣木隆一 監督、2001年）
- 贅沢な骨（行定勲 監督、2001年）
- TAMPEN（田村正毅 / 山崎裕 / 佐藤譲 / 猪本雅三、2001年）
- 夢なら醒めて…（サトウトシキ 監督、2002年）
- ゼブラーマン（三池崇史 監督、2004年）
- 監督感染 ～pay day～（松岡俊介 監督、2004年）
- またの日の知華（原一男 監督、2004年）
- カナリア（塩田明彦 監督、2005年）
- YUMENO（鎌田義孝 監督、2005年）
- ねこのひげ (矢城潤一 監督)
- colors（柿本ケンサク 監督、2005年）
- 全速力海岸（中野裕之 監督 、2006年）
- 無花果の顔（桃井かおり 監督、2006年）
- イヌゴエ（横井健司 監督、2006年）
- 気仙沼伝説（小林政広 監督、2006年）
- CHANGE!（旭正嗣 監督、2007年）
- PETBOX～コトリタチノ楽園（毛利安孝 監督、2007年）
- 悲しき天使（大森一樹 監督、2007年）
- 魂萌え（阪本順治 監督、2007年）
- 僕は妹に恋をする（安藤尋 監督、2007年）
- 棚の隅（門井肇 監督、2007年）
- みづうみ（安達正軌 監督 、2007年）
- 14歳（廣末哲万 監督、2007年）
- 殯の森（河瀬直美 監督、2007年）
- 愛の予感（小林政広 監督、2007年）
- 16[ju-roku]（奥原浩志 監督、2007年）
- 兎のダンス（池田千尋 監督、2007年）
- ロストガール（山岡大祐 監督、2009年）
- 愛のむきだし（園子温 監督、2009年）
- ワカラナイ WHERE ARE YOU?（小林政広 監督、2009年）
- すべては海になる（山田あかね 監督、2010年）
- トルソ（山崎裕 監督、2010年）
- 酔いがさめたら、うちに帰ろう。（東陽一 監督、2010年）
- ヘヴンズ ストーリー（瀬々敬久 監督、2010年）
- 名前のない女たち（佐藤寿保 監督、2010年）
- 海炭市叙景（熊切和嘉 監督、2010年） - ラウンジ「サエコ」のママ 役（声のみ）
- 2DK（古田ひろひこ 監督、2010年）
- ネムリバ（園田新 監督、2010年）
- オボエテイル
- あぜみちジャンピンッ！（西川文恵 監督、2011年） - ヒロインの母・シマコ 役
- 金星（早川嗣 監督、2011年）
- アントキノイノチ（瀬々敬久 監督、2011年）
- 目を閉じてギラギラ（富永昌敬 監督、2011年）
- ヒミズ（園子温 監督、2012年） - 住田の母 役
- ギリギリの女たち（小林政広 監督、2012年）
- 莫逆家族 バクギャクファミーリア（熊切和嘉 監督、2012年）
- 赤い季節（能野哲彦 監督、2012年）
- アカリのさんぽ（早坂亮輔 監督、2012年）
- Playback（三宅唱 監督、2012年）
- 100万回生きた猫（12月8日公開、小谷忠典 監督、2012年）
- おだやかな日常（12月22日公開、内田伸輝 監督、2012年）
- ばななとグローブとジンベエザメ（2月2日公開、矢城潤一 監督、2013年）
- チチを撮りに（2月16日公開、中野量太 監督、2013年） - 東村佐和 役
- だいじょうぶ3組（3月23日公開、廣木隆一 監督、2013年） - 中西文乃の母 役
- バナナvsピーチまつり（2013年）
  - ラジオデイズ（6月8日公開、加藤行宏 監督） - 主演（近藤芳正とW主演）
  - 世の中はざらざらしている（6月8日公開、熊谷まどか 監督） - 主演（近藤芳正とW主演）
- タリウム少女の毒殺日記（7月6日公開、土屋豊 監督、2013年） - 少女の母親・アトム 役
- あの庭の扉をあけたとき（蜂須賀健太郎 監督、2013年）
- Words with Gods（英語版） －四苦八苦－（中田秀夫 監督、2013年）
- ほとりの朔子（1月18日公開、深田晃司 監督、2014年）
- 2つ目の窓（7月26日公開、河瀬直美 監督、2014年） - 岬 役
- MIRACLE デビクロくんの恋と魔法（11月22日公開、犬童一心 監督、2014年）
- 道しるべ（6月13日公開、田中じゅうこう 監督、2015年）
- お盆の弟（7月25日公開、大崎章 監督、2015年） - タカシの妻 役
- 先輩と彼女（10月17日公開、池田千尋 監督、2015年）
- 東京の日（10月31日公開、池田千尋 監督、2015年） - ハルミ 役
- 女が眠る時（2月27日公開、ウェイン・ワン 監督、2016年） - 恭子 役
- 64-ロクヨン- 後編（6月11日公開、瀬々敬久 監督） - 目崎睦子
- 恋妻家宮本（1月28日公開、遊川和彦 監督、2017年） - 陽平の母 役
- ハローグッバイ（7月15日公開、菊地健雄 監督、2017年） - 小林早紀 役
- STAR SAND-星砂物語-（8月4日公開、ロジャー・パルバース 監督、2017年） - 吉上 役
- AMY SAID エイミーセッド（9月30日、村本大志 監督、2017年） - 香田文 役
- 予兆 散歩する侵略者 劇場版（11月11日、黒沢清 監督、2017年） - 粕谷の妻 役
- 最低。（11月25日公開、瀬々敬久 監督、2017年） - 泉美 役
- ミッドナイト・バス（1月27日公開、竹下昌男 監督、2018年） - 大島恵美子 役
- 友罪（5月25日公開、瀬々敬久 監督、2018年）
- 36.8℃ サンジュウロクドハチブ（7月7日公開、安田真奈 監督、2018年） - 前田菜穂子 役
- きみの鳥はうたえる（9月1日公開、三宅唱 監督、2018年） - 直子 役
- こんな夜更けにバナナかよ 愛しき実話（12月28日公開、前田哲 監督、2018年） - 鈴木貴子 役
- イソップの思うツボ（8月16日公開、上田慎一郎・中泉裕矢・浅沼直也 監督、2019年） - 亀田美紗子 役
- スタートアップ・ガールズ（9月6日公開、池田千尋 監督、2019年） - ママ 役
- WALKING MAN（10月11日公開、ANARCHY 監督、2019年） - 福本光代 役
- “隠れビッチ”やってました。（12月6日公開、三木康一郎 監督、2019年） - 荒井涼子 役
- どうしようもない僕のちっぽけな世界は、（第32回東京国際映画祭上映作品、2022年6月25日公開、倉本朋幸 監督、2019年） - 保育士 役
- 風の電話（1月24日公開、諏訪敦彦監督、2020年） 第70回ベルリン国際映画祭国際審査員特別賞 - 広子　役
- 37セカンズ（2月7日公開、HIKARI 監督、2020年） - 舞 役
- もみの家（3月20日公開、坂本欣弘監督、2020年） - 本田朋美 役
- 浅田家!（10月2日公開、中野量太 監督、2020年） - 外川美智子 役
- 明日の食卓（5月28日公開、瀬々敬久監督、2021年） - 成田依子 役[5]
- COME & GO カム・アンド・ゴー（2021年11月19日公開、リム・カーワイ 監督） - 佳子 役
- 真夜中乙女戦争（1月21日公開、二宮健監督、2022年） - 大学教授 役[6]
- ハウ（8月19日公開、犬童一心 監督、2022年） - 鍋島麗子 役[7]
- ケイコ 目を澄ませて（12月16日公開、三宅唱監督、2022年）[8]
- 劇場版TOKYO MER〜走る緊急救命室〜（4月28日公開、松木彩監督、2023年） - 白金眞理子 役[9][10]
- Short Trial Project 2023『さよならを決めた日』（10月6日公開、北畑龍一監督、2023年）[11]
- かぞく（11月3日、澤寛監督、2023年）[12]
- ナミビアの砂漠（山中瑶子監督、2024年）[13]
- あるいは、ユートピア（金允洙監督、2024年）[14]
- 港に灯がともる（安達もじり監督、2025年） - 富川和泉 役[15]
- 星より静かに（君塚匠監督、2025年） - 村木貴和子 役[16]

### テレビドラマ
- BANANA CHIPS LOVE（1991年、フジテレビ） - ユキ 役
- 出逢った頃の君でいて（1994年、日本テレビ） - 定子 役
- 土曜ワイド劇場（テレビ朝日）
  - 探偵事務所シリーズ（1994年 - 1999年）
  - 温泉若おかみの殺人推理8 不倫の汚名をきせられて…（2000年） - 柳沢真理 役
  - 刑事の妻〜デカツマ〜1 （2005年）
- 金曜エンターテイメント（フジテレビ）
  - 橋の雨（1996年）
  - 山村美紗サスペンス 京都女優シリーズ「京都・呪いの十二単衣殺人事件」（2000年） - 野口美和 役
- 科捜研の女 第1シリーズ 第1話「声紋は語る! 京都大文字の夜 謎の女が…」（1999年、テレビ朝日） - 川村夏子 役
- 愛人の掟・あなたに逢いたくて（2000年、テレビ朝日） - 伊藤瑞希 役
- 朗読紀行・焼跡のイエス（2002年、NHK-BS、青山真治 監督）
- コスメの魔法 Season1（2004年、TBSテレビ） - 中俣みのり 役
- 連続テレビ小説（NHK）
  - 天花（2004年3月29日 - 9月25日）
  - まんぷく（2019年） - 尾崎多江 役
- 刹那に似てせつなく（2005年、TBSテレビ）
- フルスイング（2008年2月、NHK総合） - 太田涼子 役
- 相棒 Season 7 第16話（2009年2月18日、テレビ朝日） - 中川香織
- チェイス〜国税査察官〜（2010年4月、NHK総合） - 岬涼子 役
- 時々迷々（2011年4月、NHK Eテレ）
- くろねこルーシー（2012年1月、千葉テレビ） - 君塚タエ 役
- 最後から二番目の恋（2012年1月 - 3月、フジテレビ） - 水野祥子 役
  - 最後から二番目の恋2012秋（2012年11月2日）
  - 続・最後から二番目の恋（2014年4月 - 6月）
  - 続・続・最後から二番目の恋（2025年4月 - 6月）[17]
- 家族のうた 第3話（2012年4月29日、フジテレビ） - 水上 役
- たぶらかし-代行女優業・マキ- 第7話（2012年5月17日、読売テレビ） - 山之内満子 役
- ドロクター-ある日、ボクは村でたった一人の医者になった-（2012年9月16日・23日、NHK BSプレミアム）
- まほろ駅前番外地（2013年1月 - 3月、テレビ東京） - 「来夢来人」ママ 役
- dinner 第10話・最終話（2013年3月17日・24日、フジテレビ） - 海道 役
- ソドムの林檎〜ロトを殺した娘たち（2013年3月 - 4月、WOWOW） - 検察官 役
- 福家警部補の挨拶　第2話（2014年1月21日、フジテレビ） - 三浦真理子 役
- 深夜食堂3 第1話（2014年10月20日、毎日放送） - 戸山清子 役
- 私たちがプロポーズされないのには、101の理由があってだな 第6話（2014年12月9日、LaLa TV） - 真弓 役
- ○○妻（2015年1月 - 3月、日本テレビ） - 河西美登利 役
- 流星ワゴン（2015年1月 - 3月、TBSテレビ） - 永田 澄江（若年期）役
- 世にも奇妙な物語 25周年スペシャル・春 〜人気マンガ家競演編〜「地縛者」（2015年4月11日、フジテレビ） - 浅野真利子 役
- 2夜連続スペシャルドラマ レッドクロス〜女たちの赤紙〜（2015年8月1日・2日、TBS） - 中川香織 役
- 5人のジュンコ（2015年11月 - 12月、WOWOW） - 久保田芽依 役
- このミステリーがすごい! ベストセラー作家からの挑戦状「冬、来たる」（2015年11月30日、TBS） - 夏依 役
- 植物男子ベランダー 俺のウィンタースペシャル（2015年12月27日、NHK BSプレミアム） - 精神科医 茨木藍子 役
- いとの森の家（2016年2月21日・28日、NHK総合） - 咲子 役
- 女優堕ち（2016年3月23日・30日、BS朝日） - スガワラ 役
- 99.9-刑事専門弁護士-（TBS） - 戸川奈津子 役
  - SEASON I（2016年4月17日 - 6月19日）
  - SEASON II（2018年1月14日 - 3月18日）
  - 完全新作SP新たな出会い篇 〜映画公開前夜祭〜（2021年12月29日）[18]
- ノンママ白書（2016年8月13日 - 9月24日、東海テレビ・フジテレビ） - 葉山佳代子 役[19]
- プリンセスメゾン（2016年10月25日 - 12月13日、NHK BSプレミアム） - 中森扶美 役
- 緊急取調室 シーズン2 第8話・第9話（2017年6月8日・15日、テレビ朝日） - 滝沢史子 役
- 予兆 散歩する侵略者（2017年9月19日 - 10月17日、WOWOW） - 粕谷の妻 役
- 我が家の問題（2018年2月4日 - 2月25日、NHK BSプレミアム） - 中西真澄 役
- ミステリースペシャル「満願」最終夜「満願」（2018年8月16日、NHK総合）
- フルーツ宅配便 第5話・第9話（2019年2月9日・3月9日、テレビ東京） - 本橋智子 役
- 離婚なふたり（2019年4月5日・12日、テレビ朝日） - 平山真紀 役
- わたし旦那をシェアしてた（2019年7月4日 - 9月6日、読売テレビ） - 塚本美保 役[20]
- 連続ドラマW（WOWOW）
  - 湊かなえ ポイズンドーター・ホーリーマザー 第1話・第2話（2019年7月6日・13日）
  - OZU 〜小津安二郎が描いた物語〜 第1話「出来ごころ」（2023年11月12日） - おとめ 役[21]
  - 坂の上の赤い屋根（2024年3月3日 - 3月31日） - 笠原智子 役[22]
- Iターン（2019年7月13日 - 9月28日、テレビ東京） - 狛江敦子 役
- 37セカンズ（2019年12月5日、NHK BSプレミアム） - 舞 役[23]
- 家政夫のミタゾノ 第4シリーズ 第1話（2020年4月24日、テレビ朝日） - 岩瀬美沙子 役
- アンサング・シンデレラ病院薬剤師の処方箋 第7話（2020年8月27日、フジテレビ） - 古賀万奈美 役
- 天使にリクエストを〜人生最後の願い〜 （2020年9月19・26日、NHK） - 清水照美（サンシャインガールズのママ） 役
- 孤独のグルメ 2020 大晦日スペシャル〜俺の食事に密はない、孤独の花火大作戦!〜（2020年12月31日、テレビ東京）- 虎ノ門の西洋料理店・おかみ 役
- コールドケース3 ～真実の扉～ 第6話（2021年1月16日、WOWOW） - 泉本薫 役
- 世にも奇妙な君物語 第4話「13.5文字しか集中して読めな」（2021年3月26日、WOWOW ） - 佐藤夕夏 役
- 生きるとか死ぬとか父親とか 第6話（2021年5月15日、テレビ東京） - エミコ 役
- 半径5メートル 第8話（2021年6月18日、NHK総合） - 須川恵美子 役
- TOKYO MER〜走る緊急救命室〜（2021年7月4日 - 9月12日、TBS） - 白金眞理子 役[24]
- TOKYO VICE 第7話・第8話（2022年6月5日・12日、WOWOW / 2022年4月21日・28日、HBO Max） - 戸澤カズコ 役
- 魔法のリノベ 第4話（2022年8月8日、関西テレビ・フジテレビ） - 小山田真理 役
- 赤いナースコール 第7話 - 最終話（2022年8月22日 - 9月26日、テレビ東京） - 榎木田玲子 役
- 私のシてくれないフェロモン彼氏 第7話（2023年1月4日、TBS） - 有馬美智子 役
- 悪女について（2023年3月13日、NHK BS4K） - 沢山朝子 役
- かしましめし 第7話・最終話（2023年5月22日・29日、テレビ東京） - 小田紗栄子 役
- 天狗の台所（BS-TBS・BS-TBS 4K） - 一乃・飯綱・ウィルソン 役
  - Season1（2023年10月5日 - 12月7日）[25]
  - Season2（2024年10月22日 - 12月24日）[26]
- 舟を編む 〜私、辞書つくります〜（2024年2月18日 - 4月21日、NHK BS・NHK BSプレミアム4K） - 佐々木薫 役[27]
- マル秘の密子さん（2024年7月13日 - 9月28日、日本テレビ） - 九条美樹 役[28]
- ドラマW ゴールデンカムイ -北海道刺青囚人争奪編- 第8話（2024年11月24日、WOWOW） - モノア 役[29]
- となりのナースエイドSP2025（2025年1月11日、日本テレビ） - 碓氷百合 役[30]
- 風のふく島 第11話（2025年3月22日、テレビ東京） - 小賀直子 役[31]

### Webドラマ
- ガンダムビルドリアル（2021年） - 清水涼子 役[32]
- Hulu U35クリエイターズ・チャレンジ「まんたろうのラジオ体操」（2022年2月、Hulu）- 村山りん 役
- First Love 初恋（2022年11月24日、Netflix） - 並木雪代 役[33]
- 神の雫/Drops of God（2023年9月15日、Hulu）- 遠峰仄香 役[34]

### 舞台
- ピカレスク・イアーゴ（1992年）演出 流山児祥
- ルネッサンススタジオ93春（1993年）演出 蜷川幸雄
- ザ・寺山（1994年）演出 佐藤信
- カラマーゾフの兄弟（1995年）作・演出 木野花
- 主婦マリーがしたこと（1996年）演出 前川麻子
- ヴォイシェック（1996年）演出 佐藤信 ／黒テント
- セルロイド・レストラン（1997年）演出 鈴木勝秀
- モグラ町（2008年）作・演出 前川麻子 龍昇企画
- いさかい（2008年）演出 熊林弘高
- モグラ町1丁目（2009年） 作・演出：前川麻子 龍昇企画
- 月影番外地その2『ジェットの窓から手を振るわ』作 千葉雅子 演出 木野花
- モグラ町一丁目七番地（2010年、作・演出：前川麻子、龍昇企画）
- あヽ、荒野（2011年、作：寺山修司、演出：蜷川幸雄）
- 祈りと怪物〜ウィルヴィルの三姉妹〜（2013年1月12日 - 2月3日、演出:蜷川幸雄）
- ストリッパー物語（2013年7月、作・つかこうへい、演出:三浦大輔）
- フローズン・ビーチ（2014年1月、作・ケラリーノ・サンドロヴィッチ）
- ジュリエット通り（2014年 作・演出 岩松了）
- ドブヘ INTO THE DITCH（2025年、作・演出：細川洋平）[35]

### 広告
- とらばーゆ
- 丸井キャンペーン
- 船橋ららぽーと
- JR東日本
- JR東北
- JR東海
- マクドナルド
- ケンタッキーフライドチキン
- ファーストキッチン
- セブンイレブン
- ローソン
- コカコーラ
- メナード
- フジッコ／しば漬け
- サントリーオールド
- VISA カード
- TOYOTA
- NISSAN ミラ
- HONDA
- 全日空
- ボブソン
- VISA カード
- シーバ
- 2009年 花王ブローネ 姉妹編
- ワンデーアキュビュー

### 雑誌
- olive
- anan
- POPYE
- BRUTUS
- CUTiE
- 装苑
- ハイファッション
- ELLE JAPON
- ID
- 2008年 真夜中 創刊号
- 週刊文春（2010年7月15日号）
- パンプキン（2012年7月号）
- 映画芸術440号
- しごととわたしVol.4
- シアターカルチャーマガジン【ティー.】No.21（2013年5月3日発売号）

他、多数

### WEB
- 全労済 今月の「生きるヒント」ターニングポイント 〜わたしの転機〜 インタビュー(2012年11月)
- 三陽商会「100年コートのつくり方」（WEBムービー）